# Sarcostemma socotranum
Sarcostemma socotranum är en oleanderväxtart som beskrevs av John Jacob Lavranos. Sarcostemma socotranum ingår i släktet Sarcostemma och familjen oleanderväxter. Inga underarter finns listade i Catalogue of Life.